# Plastic Planet
Plastic Planet — дебютный студийный альбом группы GZR (в то время G//Z/R), организованной Гизером Батлером, вышедший в 1995 году. На диске поет вокалист Fear Factory Бертон Белл.

## Список композиций
1. «Catatonic Eclipse» — 6:10
2. «Drive Boy, Shooting» — 4:17
3. «Giving Up The Ghost» — 5:12
4. «Plastic Planet» — 4:19
5. «The Invisible» — 3:43
6. «Seance Fiction» — 5:55
7. «House of Clouds» — 3:43
8. «Detective 27» — 3:09
9. «X13» — 4:05
10. «Sci-Clone» — 3:43
11. «Cycle of Sixty» — 3:02
12. «Drive Boy, Shooting» — концертная запись, только японское издание
13. «Detective 27» — концертная запись, только японское издание
14. «House of Clouds» — концертная запись, только японское издание

## Участники записи
1. Гизер Батлер — бас-гитара и клавишные
2. Бертон Белл — вокал
3. Дин Кастроново — ударные
4. Pedro Howse — гитара